# Berchemia ecorollata
Berchemia ecorollata är en brakvedsväxtart som beskrevs av F. Müll.. Berchemia ecorollata ingår i släktet Berchemia och familjen brakvedsväxter. Inga underarter finns listade i Catalogue of Life.